# Класицизъм
Класицизъм е направление в литературата, музиката, архитектурата и изобразителното изкуство, което се осъществява основно в границите на XVII век и на една национална култура.

## Предпоставки за появата на класицизма
- Разочарование от възможностите на хуманистичния идеал да направи света по-добър.
- Разрушителните войни, водени в Европа.
- Завоевателните стремежи на Испания и Великобритания да колонизират света.
- Войните на Европейските страни с Османската империя.

## Зараждане на класицизма
Литературно направление, зародило се през XVII век във Франция и означава интерес към античната класика и подражание на нейните цивилизационни образи. Класицизмът си поставя за цел да извади на показ обществените пороци и да даде ясен пример за подражание. Негов основател е Франсоа Малерб. В основата на това литературно направление е философията на Рене Декарт. Неговата мисъл: „Мисля, следователно съществувам“, дава превес на интелектуалното над емоционалното. Теоретик на класицизма е Никола Боало (с основния му труд „Поетическо изкуство“).

## Ценности

### Високи
- Лоялност към краля

Всички писатели подкрепят краля
- През 1635 г. се създава Френска академия, която цензурира и насочва литературната продукция, бди за чистотата на езика – не се допускат диалектизми и натруфени строфи, стремежът е към яснота и прецизност.
- Чувство на дълг

### Средни
- Труд, честност, разумност

### Ниски
- Всичко, което се разминава с нормата

## Класицизмът в литературата
Великият писател убеждава със силата на логиката и яснотата на мислите си. Самата литература се разглежда от класицистите, не като сбор от отделни произведения, а като йерархия от жанрове. Висшите жанрове са трагедията, епопеята, одата, посланието, дидактическата поема, баснята. Нисшите жанрове са: ниската комедия, фарсът, сатирата, романът. Особено място в тази класификация заемат зрелите комедии на Молиер, които представляват тъй наречената висока комедия и се отнасят към висшите жанрове. Това е разбираемо защото авторът на „Тартюф“ смята, че „Предназначението на комедията е да развлича хората, като ги поправя“.
Ключово изискване на класицистичната естетика по отношение на драматическите творби е принципът за единство за време, място и действие. Събитията трябва да се побират в рамките на двадесет и четири часа, мястото на тяхното протичане трябва да е едно и също, а действието да е без разклонения, с малко герои и единен конфликт.
Йерархията на жанровете е тясно свързана и с изискванията към темата на литературната творба. Тя трябва да представя деяния на благородни личности, крале, аристократи, антични герои. Най-често темата е свързана с проблема за властта в държавата. Препоръчва се в драматическите творби – тя да бъде разгърната чрез представяне на ограничен кръг от събития. За тази цел се използват вестители или доверени лица на средищните герои, които чрез монологичен разказ представят минали събития.
Характерите трябва да са завършени, без противоречия и да не подлежат на развитие. Например Шекспир разкрива пълнокръвни характери в „Хамлет“, Клавдий, който е умен дързък, арогантен, предвидлив, коварен, тоест притежава и положителна и отрицателни човешки качества. Но „Тартюф“ на Молиер е представен като тип лицемер, мошеник, който се възползва от наивността, дори глупостта на своя благодетел – Оргон. Героите са или носители на положителни или носители на отрицателни черти. Корней, Расин, Молиер не се интересуват как са се формирали характерите на техните герои, а ги представени такива каквито са. В класицистичната творба обикновено се преувеличава една черта от характера и тя става доминираща. Например Дон Жуан – женкар, любовник. Все пак водещо е изискването за правдоподобност.
С принципа за правдоподобност е свързвано и изискването за спазването на мярката. Но в произведения представящи държавни събития и кралската особа, помпозността, претрупаността се смятат за нещо естествено.
Простата се схваща като подражание на природата. Според класицистите няма нищо по-прекрасно от истината, но същевременно те настояват за тъй нареченото преобразяване в изящност. Според този принцип и най-грозният обект може да бъде представен така, че да увлича и възвисява духа. Според „Поетическото изкуство“ на Боало: „Изкуството дори чудовище най-зло да ни представи с вид приятен би могло“. Например в кралските среди било неприлично да се употребяват думата зъби, и за това са я заменили със словосъчетанието вътрешни мебели.
За полезността на критиката. Спазването на предписанията за творчество може да се постигне чрез самокритичност. Високата оценка на класицистите за ролята на критиката се корени в разбирането, че съвършенството на стила, простотата на изказа, спазването на правилата, могат да се постигнат при постоянен надзор от страна на упълномощените, тоест на академиците. Тази тема е напълно естествена в една културна среда, строго придържаща се към набор от строго установени норми.

### Преклонение пред изкуството на Античността
Очевидно е, че Класицизмът се гради върху традициите на античното изкуство. Но, не демократична Гърция, а императорски Рим е източникът на образци за френските поети, художници, скулптури и архитекти от 17 век. Духовната красота се цени повече от физическата, а произведенията на изкуството се поставят по-високо от творенията на природата.

## Класицизмът в архитектурата
Причините за възникване на класицизма в архитектурата са много, но една от тях е отегчението от бъбривостта на рококо и от своеволието на аристокрацията, което се усеща най-много във Франция. И ето там през 18 век настъпва времето на Волтер и Русо, на възкресената Любов към Природата. За прекрасно започва да се счита това, което е ясно, разумно и лишено от прекалена сложност. Разкриват се затрупаните градове Помпей и Херкулан. Сега вече настъпва въодушевление. При всеобщо одобрение естетичните норми на древния свят се приемат за идеал за класическа красота, от там и името „класицизъм“. Идеите на времето не отминават и аристократичните среди. Преуморени от своенравните капризи на рококо, те усещат, че малко спокойствие няма да им навреди. И сега, както при много духовни прояви през 18 век, дамските кръжоци, тези своеобразни културни институции, бързо усвояват новите идеи. Техните посетителки имат безукорен стил и вкус. Те бързо заменят претрупаните тоалети на стила рококо с бели, пристегнати високо над кръста и свободно пуснати по фигурата хитоноподобни рокли. Носят ги с прибрани като диадема коси и като че ли искат да наподобят съвършенството на древните статуи.
Без да се отрича мъжкия влог на архитектите и майсторите, трябва да се признае, че безупречното съчетание на спокойните антични форми с декоративното изящество на съвремието е последното декоративно постижение на жените през тази епоха.

### Фасади
Сградите в стил класицизъм са с равнинни, симетрични фасади, равномерно запълнени с правоъгълни прозорци и употребена с мярка украса. Те са украсени с антични колони, корнизи, гирлянди и фронтони. Колоните не всякого са носещи, а просто са долепени до стените, понякога са групирани дори по две. Скулптурите по фронтоните са допълнени с прозорци, фасадите завършват с антични антики, зад които се крият високи покриви. Стилът обаче държи сметка за осветяването на сградата и за хигиенните условия, неща, които са били пренебрегвани дотогава.

### Вътрешни помещения
„Една стая, която няма друга украса освен прекрасната си простота...“, казва една дама и като че ли с тези думи характеризира най-добре помещенията. Но понятието простота е относително. Стаите са високи, с прости праволинейни очертания, с гладки едноцветни тавани и стени с тапети, все още копринени, както при рококо. Стените на представителните помещения са все още изцяло разчленени на полета с линии и плитки пиластри. Понякога тези полета се центрират с орнаменти, които преминават и към тавана. Подовете са покрити с паркет, подреден в спокойни фигури. Вратите са високи, с профилирани правоъгълни рамки, табли и без специална украса. Прозорците са големи, със стъкла, разчленени на издължени правоъгълници. Само в официалните помещения стените и таваните са с дълбоки, тежки профили и релефни орнаменти.

### Мебелировка
Красотата на мебелите се търси най-вече в съпоставянето на хоризонтални и вертикални линии, като се избягва нервността на асиметрията. Краката, квадратни или кръгли, са винаги с елегантно изтънен долен край. Характерни са прищипванията и канелюрите. Канапетата, креслата и столовете са леки, с удобно вгънати гърбове, а подлакътниците често наподобяват лебедова шия. Тапицирани са с раирано кадифе или с тъкани, специално за целта платове с растителни или алегорични мотиви. Балдахините на леглата се носят от дървени, наистина по-стройни, но като че ли свалени от римска сграда колони. Плоски колони стоят по ъглите на шкафовете. Почти всички мебели са от масивен махагон, често украсени с орнаменти от лят бронз и винаги удобни за ползване.
В подредбата на интериора също по античен маниер се включват минимално количество вещи. Но за разлика от античността мебелите са съчетани в групи, разположени до прозорците или в центъра на помещението. Също за разлика от античността те изглеждат твърде малки за големите представителни помещения, които, възприемани изцяло, изглеждат като салони за кукли. Декоративните вещи не се натрапват. Големите картини винаги са в центъра на стените или в оста на основния мебел. Но ако трябва удобно да се съчетаят няколко по-едри мебели, симетрията винаги е готова да отстъпи пред личната импровизация. Епохата е твърде трезвомислеща, за да се подчинява на догми.

### Декорация
Декоративните предмети в интериора не са много. Крехките, полупрозрачни материали на стила рококо се избягват и се предпочита масивният бронз. Под формата на аплици, свещници, канделабри, часовници и др. бронзът присъства в почти всяка стая, но това не е излъсканият, позлатен и дори лакиран бронз на барока, а матово патиниран, напомнящ за античността.
В наподобяване на античността е силата и слабостта на лъжекласическия интериор. Безусловно в него се внасят копия на най-красивите неща от древността, но когато, срязани наполовина колоните служат за поставки на вази, а те от своя страна не се пълнят с вода, а триножниците и лампите не се палят, за да не опушват тапетите, те напълно загубват своята органичност и се превръщат в преднамерени, дори малко неуместни украшения. Разбира се, в благоразумните интериори подобни увлечения почти липсват.

### Орнаменти
В орнаментите се преплита стремежът към антична простота и лирично-декоративния вкус на времето. Античните мотиви: акантови листа, колони, тежки венци и гирлянди от плодове и листа, са навсякъде, но винаги обвити в сантименталност и романтизъм. Венците не са от дъбови, а от лозови и бръшлянови листа, гирляндите не са от плодове, а от рози, по стените се рисуват колони, на които са кацнали целуващи се гълъби. И навсякъде са вместени звънчета, панделки, музикални инструменти, кошници с цветя и идилични селски сцени. Цветовете не са ясни и наситени, както в Рим и Гърция, а пастелни: нежнозелени, бледожълти и бледосиви, на места преливащи в бял лак и позлата. Очевидно стилът е премного романтичен, за да се отдаде на аскетизъм или да се проникне изцяло от античен Дух.

### Принос
Силата на класицизма е в неговата близост до нуждите на епохата. Той превежда на масов език естетическите постижения на
новото време, създава по-прости и по-лесни за изпълнение форми, които векове ще служат на масовия жилищен интериор под наименованията „лъжекласицизъм“, „нов класицизъм“ те ще съпътстват фасадите на сградите, облика на мебелите, членението на вратите и прозорците. Повечето мотиви на класицизма наистина са антични, но не са пропити с бодрост и трезвост, а с лирична нежност и мечтателен естетизъм. Те излъчват копнеж по отминалото благородно време.

### Наименования
Във Франция зрелият класицизъм е познат под името „Луи XVI“/1774 – 1789/. Преходът от него към френския ампир е познат като стил „Директория“ (1795 – 1799). В Англия развитието на стила е свързано с имената на архитект Робърт Адам и майсторите-мебелисти Джордж Хепълуайт и Томас Шератон. Затова английският класицизъм се среща под имената „Адам“, „Хепълуайт“ и „Шератон“. Немският и австрийският класицизъм често се обобщава като стил „Цопф“. В Австрия и Унгария често се нарича и стил „Франц Йосиф ІІ“ (1780 – 1790).

## Представители
- Кардинал Ришельо – създава политическата основа на Класицизма;
- Никола Боало – създава нормативната естетика на Класицизма;
- Жан-Батист Молиер – френски драматург, режисьор и актьор, създал комедията „Тартюф“;
- Жан Расин – „Федра“,
- Пиер Корней – „Сид“.
- Жул Ардуен-Мансар – пръв се досеща за използването на таванските помещения като жилища – мансарди. Той е един от архитектите на двореца „Версай“;
- Жан Антоан Удон – прави портрети (бюстове)
- Никола Пусен – основоположник на живописта (през класицизма), рисува величествени пейзажи като „Овчари в Аркадия“, „Съдът на цар Соломон“;